# Čini vaških straž in Legije smrti
Čini vaških straž in Legije smrti.

## Čini
- Vice caposquadra - poddesetnik
- Caposquadra - desetnik
- Capoplotone - vodnik
- Capocompagnia - vodja čete
- Capobattaglione - vodja bataljona